# Praag 1
Praag 1 (officieel Gemeentelijk district Praag 1, Městská čast Praha 1) is een gemeentelijk district van de Tsjechische hoofdstad Praag. Het district valt samen met het administratieve district (správní obvod) met dezelfde naam. In Praag 1 ligt de Oude Stad van Praag. Verder ligt de wijk Josefov in het district, net als delen van de wijken Hradčany, Malá Strana, Nieuwe Stad, Holešovice en Vinohrady. Sinds de oprichting van het district in het jaar 1960 is Praag 1 hetzelfde gebleven.
Een groot deel van Praag 1 staat op de Werelderfgoedlijst van UNESCO. Bijna alle grote toeristische attracties van de Tsjechische hoofdstad liggen binnen dit district, waaronder de Praagse burcht, het Oudestadsplein (Staroměstské náměstí) en de Karelsbrug (Karlův most). Het Parlement van de Tsjechische Republiek is gevestigd in het Praag 1-deel van Malá Strana en het hoofdgebouw van de Karelsuniversiteit staat in de Oude Stad.
Een adres in Praag 1 wordt gezien als zeer prestigieus. Onroerend goed is in dit district dan ook het duurste van de stad.
Praag 1 grenst in het noorden aan Praag 7, in het oosten aan Praag 8, in het zuiden aan Praag 2 en 5 en in het westen aan Praag 6.

## Partnersteden
Naast de officiële partnersteden die de hele gemeente Praag heeft, heeft Praag 1 ook enkele partnerschappen:
- Bamberg, Duitsland
- District I (Boedapest), Hongarije
- Ferrara, Italië
- Microregio Jesenicko, Tsjechië
- Oude Stad (Bratislava), Slowakije
- Nîmes, Frankrijk
- Rosj Haäjin, Israël
- Trente, Italië
- Innere Stadt (Wenen), Oostenrijk

Praag 1 · Praag 2 · Praag 3 · Praag 4 · Praag-Kunratice · Praag 5 · Praag-Slivenec · Praag 6 · Praag-Lysolaje · Praag-Nebušice · Praag-Přední Kopanina · Praag-Suchdol · Praag 7 · Praag-Troja · Praag 8 · Praag-Březiněves · Praag-Ďáblice · Praag-Dolní Chabry · Praag 9 · Praag 10 · Praag 11 · Praag-Křeslice · Praag-Šeberov · Praag-Újezd · Praag 12 · Praag-Libuš · Praag 13 · Praag-Řeporyje · Praag 14 · Praag-Dolní Počernice · Praag 15 · Praag-Dolní Měcholupy · Praag-Dubeč · Praag-Petrovice · Praag-Štěrboholy · Praag 16-Radotín · Praag-Lipence · Praag-Lochkov · Praag-Velká Chuchle · Praag-Zbraslav · Praag 17-Řepy · Praag-Zličín · Praag 18-Letňany · Praag 19-Kbely · Praag-Čakovice · Praag-Satalice · Praag-Vinoř · Praag 20-Horní Počernice · Praag 21-Újezd nad Lesy · Praag-Běchovice · Praag-Klánovice · Praag-Koloděje · Praag 22-Uhříněves · Praag-Benice · Praag-Kolovraty · Praag-Královice · Praag-Nedvězí